# Jim Justice
James Conley "Jim" Justice Jr. (Charleston, 27 aprile 1951) è un politico e imprenditore statunitense, senatore per lo stato della Virginia Occidentale dal 2025 e governatore dello stesso stato dal 2017 al 2025. Justice si configura come un repubblicano moderato e nella sua prima esperienza politica di governatore è stato eletto con il Partito Democratico, passando poi nel 2017 ai repubblicani.

## Biografia
Nato a Charleston, nella Virginia Occidentale, Jim Justice si iscrisse presso l'Università del Tennessee, dove studiò per una borsa di studio che lo avrebbe portato nel mondo del golf, ma decise di abbandonare per iscriversi alla Marshall University, ad Huntington, dove conseguì una laurea e un MBA. Dopo aver terminato il college, Justice entra a far parte del business di famiglia nel campo dell'agricoltura. Nel 1977 fonda la Bluestone Farms, che opera attualmente circa 50.000 acri di terreni agricoli ed è il principale produttore di grano su tutta la East Coast.
Dopo la morte del padre, avvenuta nel 1993, diventa presidente della Bluestone Industries e Bluestone Coal Corporation, che Justice stesso ha ereditato dal padre, per poi vendere parte del suo business nella produzione di carbone nel 2009 e che ha poi comprato nel 2015. A partire dal 2014 possiede settanta miniere attive in cinque stati. Le sue attività di beneficenza hanno incluso 25 milioni di dollari per la James C. Justice National Scout Camp, 5 milioni per la Marshall University e 10 milioni per la Cleveland Clinic.

## Posizioni politiche e carriera politica
Politicamente, Justice si è considerato fino al 2014 un repubblicano, fino a quando non decise di iscriversi al Partito Democratico e poi nel 2017 abbandonarlo per tornare nel GOP. Justice ha incentrato la propria campagna governatoriale come democratico conservatore e successivamente come repubblicano conservatore, ma diversi commentatori ritengono che Justice sia un repubblicano moderato, anche riguardo alle posizioni moderate sui temi sociali (LGBT+), come il sostegno al mantenimento alla sentenza Obergefell contro Hodges. Justice ha promosso fortemente la vaccinazione contro il COVID-19 e una espansione del Medicaid in Virginia Occidentale. Inoltre, Justice ha posizioni marcatamente conservatrici sull'aborto e sul diritto a possedere armi, sostenendo rispettivamente l'abrogazione di Roe contro Wade e una legge statale che consentiva ai lavoratori di portare armi riposte in appositi contenitori chiusi a chiave in auto o sul posto di lavoro, proposta sponsorizzata dalla NRA.

### Governatore della Virginia Occidentale (2017-)
Nel 2015 annuncia la sua candidatura come governatore della Virginia Occidentale. Dopo aver vinto la nomination democratica, Justice corre in competizione con lo sfidante repubblicano Bill Cole. Alle elezioni generali del 2016 Justice sconfigge l'avversario e viene eletto governatore. Ricandidatosi nel 2020, viene riconfermato governatore con il 64,9% dei voti.
Nonostante sia stato eletto governatore col Partito Democratico, il 3 agosto 2017 dichiara pubblicamente di voler ritornare nel Partito Repubblicano al fianco del presidente americano Donald Trump.

### Senatore degli Stati Uniti d'America per la Virginia Occidentale (2025-)
Nell'aprile 2023, Justice annuncia che si sarebbe candidato per occupare il seggio al Senato detenuto da Joe Manchin, il quale ha precedentemente dichiarato che non si riproporrà.
Il 14 maggio 2024, Justice vince le primarie del GOP per la candidatura al Senato, rendendolo effettivamente il candidato GOP a senatore nelle elezioni del novembre 2024. Nelle elezioni generali, Justice vince con largo margine (68,8% contro 27,8%) contro lo sfidante del Partito Democratico Glenn Elliott. Si è insediato ufficialmente il 14 gennaio 2025, dieci giorni dopo l'effettiva entrata in carica da senatore per permettere di concludere in pieno il mandato di governatore.